# Стефан Угрон
Стефан Угрон (нім. Stephan von Ugron zu Ábránfalva) (29 вересня 1862 — 10 вересня 1948, Румунія) — австро-угорський дипломат. Консул Австро-Угорщини в Києві (1896—1897). Австрійський посол в Сербії (1911—1913), представник австрійського МЗС у Варшаві (1917—1918).

## Життєпис
Народився 29 вересня 1862 року, член угорської магнатської родини. З 1886 року на дипломатичні службі. З 1889 по 1891 рр. — він служив у консульстві у Венеції, Нью-Йорку, Варшаві та Києві.
З 1896 по 1900 рр. — був першим консулом Консульства у Тбілісі, 1900—1901 в Олександрії, 1902—1909 у Варшаві, і 1909 в 1911 році в Бухаресті.
З 1911 по 1913 рік посол в Белграді. З рук імператора він отримав експрес-мандат на покращення напружених відносин з Сербією. У листопаді 1911 року повідомив у Відні про змову екстремістських сербських офіцерів під назвою «Чорна рука». У лютому 1912 він попередив про можливу співпрацю цієї групи з сербською владою.
Після початку війни був представником МЗС в Польщі. Після війни він повернувся в свій будинок в Трансільванії, яка відійшла до Румунії. У 1923—1926 рр. — голова Угорської Народної партії (Magyar Orszagos) в Румунії, був також у 1930 році генеральним куратором реформатської церкви в Румунії.